# Radstadt
Radstadt är en stad och kommun i förbundslandet Salzburg i Österrike. Kommunen har 5 042 invånare (2024), på en yta av 60,82 km². Radstadt erhöll stadsprivilegier år 1289.
Kommunen består av fem orter (Ortschaften) (inom parentes invånarantal 1 januari 2024):
- Höggen (484)
- Löbenau (716)
- Mandling (345)
- Radstadt (2 588)
- Schwemmberg (909)